# 陈立彩
陈立彩，中华人民共和国政治人物、全国脱贫攻坚先进个人。

## 生平
陈立彩任崇左市江州区江州镇板备村岜牟屯党支部书记。因在脱贫攻坚战中作出突出贡献，2021年2月25日全国脱贫攻坚总结表彰大会上，陈立彩被授予“全国脱贫攻坚先进个人”。